# 火箭推進榴彈

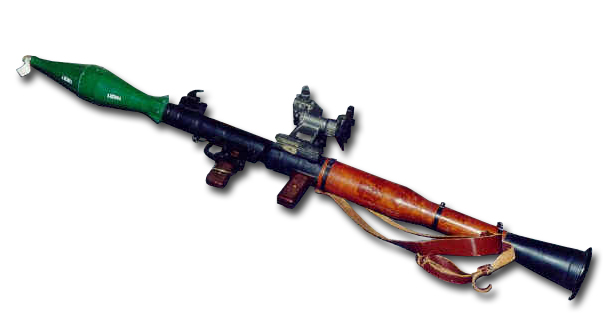
RPG-7

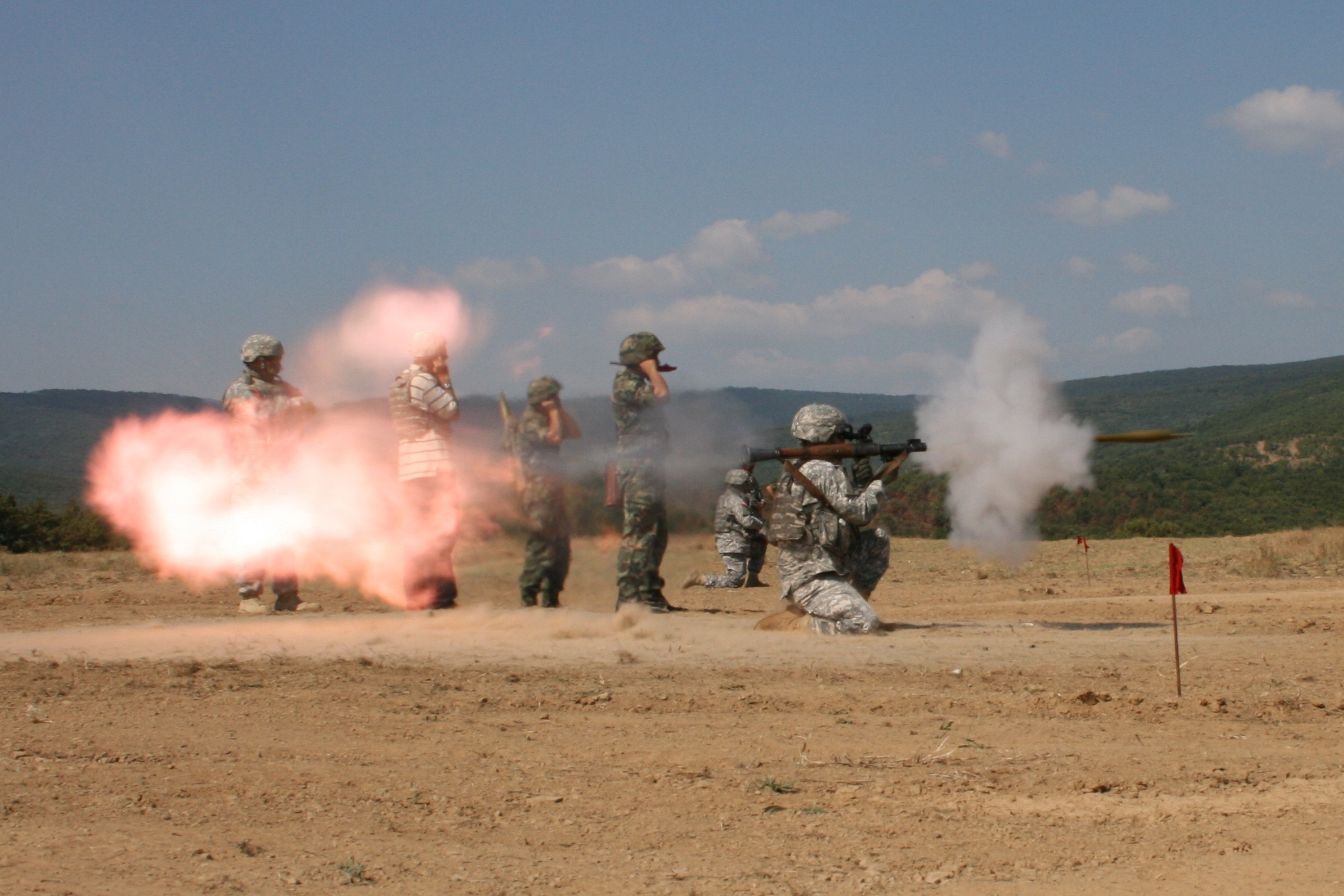
美軍試射RPG-7

火箭推進榴彈（英語：Rocket-propelled grenade，缩写：RPG）是苏联研製的單兵肩托式反裝甲支援武器，現時一般所提及的RPG，通常是指當中最為著名的RPG-7。

## 簡介
RPG由火箭助推反戰車高爆彈（也可改換反人員用空爆燃燒彈或普通破片榴彈）和可重複再裝彈的帶握把筒狀發射管組成（部分型號的RPG採用“用後即拋”的一次性發射管，不能重複裝彈），特點是輕便、造價低廉、操作簡單而火力強大，人稱其為「步兵大砲」或「迷你大砲」。
從阿富汗到索马里，由車臣到安哥拉，RPG和AK-47同列為20世紀步兵武器之王，以可靠性、堅實耐用、使用靈活方便、價格便宜等優點，許多第三世界國家甚至西方國家的軍隊，或者，反政府武裝部隊、步兵及游擊隊都廣泛使用RPG。
在RPG產品系列中，當數RPG-7在世界的衝突地區出現最為頻繁。

## 語源
RPG是英文縮寫、РПГ是俄語“Ручной противотанковый Гранатомёт 的縮寫（羅馬化為「Ruchnoĭ Protivotankovyĭ granatomet」，意為“輕型反坦克榴彈發射器”）。
英語意譯「Rocket-Propelled Grenade」（RPG；火箭推進榴彈）。
另外，雖然РПГ拉丁化後也會寫成RPG，但從上述可見後者在英語中的意思跟俄語完全不同。

## 歷史
火箭推進榴彈（RPG）的發展植基於19世紀，早期的引火發展方式是採用锥形装药。
1944年，蘇聯廣泛測試了新的反坦克武器，包括德國的Panzerfaust和Panzerschreck以及美國的巴祖卡。他們決定自己設計，結合所有這些的最佳特點。
最初被稱為LPG-44，以製造的開始日期命名，該武器的目的是比Panzerfaust更小，更輕，但像火箭筒一樣容易重新加載。它的PG-70彈頭是一個熱縮輪，以其最大寬度70毫米（2.8英寸）而命名。到1944年底，發展基本完成，更名為RPG-1。
其中最成功的版本是RPG-7，1961年開始在紅軍服役。自此以後，世界上起過40個國家的軍隊都有裝備RPG-7，甚至在多國以至恐怖主义组织中都有進行仿製。

## 操作
RPG是一種無後座力武器，和其他反坦克火箭筒一樣，這代表砲彈向前的動量與砲管後方噴出的推進氣體之動量達至平衡。
而RPG-7比較特殊，是因為它除了第一級“无后座力炮”原理的推進藥管（與尾翼共同卷在一個綠色紙筒內，擰在彈體後方）以外，還在彈體中部有一級完整的固體火箭（噴嘴位置比較特殊，被設置在彈體正中間，就是那幾個特殊的突起）。在第一級藥管起爆，并賦予榴彈初始速度離開發射管一定距離以後，第二級固體火箭被點燃，使整個榴彈達到最高飛行速度（300m/s左右）。這種“無後坐力炮+火箭弹”的結構是非常少見的（BMP-1步兵戰車使用的滑膛炮炮彈結構與RPG-7所用火箭相似）。
由於這種武器幾乎完全不會產生後座力，故能夠使用更大口徑的砲彈（超口徑設計）。此外，由于发射管無需承受常规火炮的巨大膛壓，因此可以造得很薄很輕，大大減輕單兵攜行負荷。不過從炮尾噴出的火藥氣體非常危險，所以在密閉空間內使用RPG是存在較大風險的。

## 應用

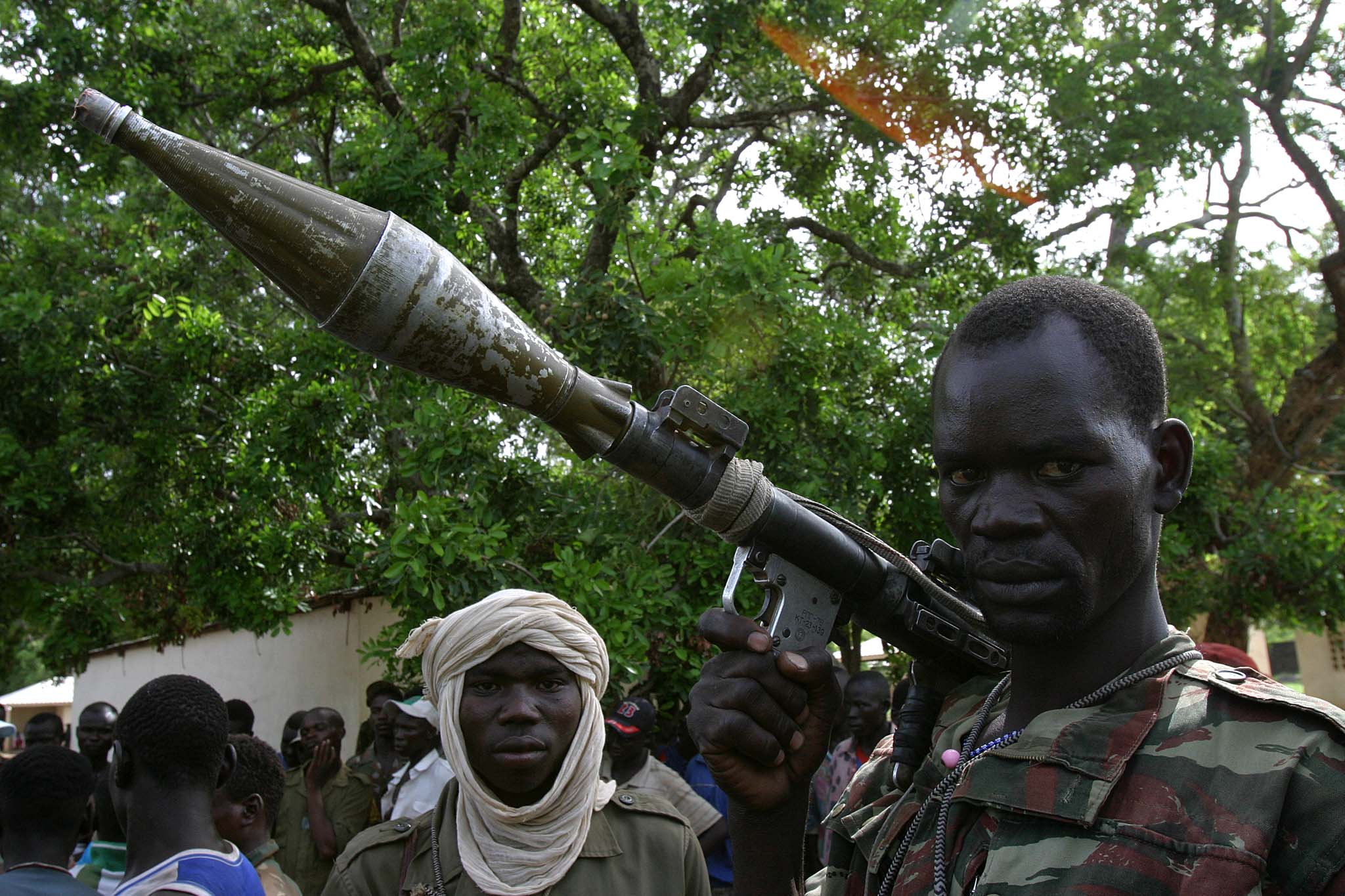
手持RPG-7的中非反政府武裝

由於RPG不僅僅能夠對運輸車輛、坦克、裝甲車等陸地交通工具構成相當威脅，對於造價昂貴的航空器，如直昇機、低空飛行的攻擊機等也可以帶來殺傷（經典的戰例，如1993年美軍在摩加迪休巷戰中，因RPG接連損失兩架黑鷹直升機，可參見電影《黑鷹計畫》）；因此，更加為反抗組織或恐怖分子所青睞，視之為回報率極高的武器。
裝配穿甲高爆彈頭的RPG非常適合摧毀装甲薄弱、防護力低下的交通工具，例如高機動車（以美軍的悍馬為典型）、運輸車、装甲运兵车、輕型坦克，甚至直升飛機。此外，改裝空爆燃燒彈的RPG則適用於消滅躲藏在地面建筑物、碉堡或地下掩體的敵人。
RPG極高的通用性和改裝性，使得它不僅僅是一款純粹的單兵反坦克武器，而是一門靈巧多變的「步兵支援大砲」。
但也应看到，RPG并不是一本万利的武器。由於其發射的火箭彈結構特殊且“頭重腳輕”，非常容易受到風的影響，精度隨距離的增加而迅速降低，通常需要靠近接敌，大量发射以求命中，而且在未加串联战斗部时无法应对反应装甲；而RPG火箭彈頭一旦觸及到反應裝甲，會觸發裝甲內嵌的火藥引爆，利用裝甲爆炸的反衝力減少火箭彈頭的貫穿力造成直接傷害。早期的引信也不甚可靠，1968年1月越南順化戰役中曾有一辆M48巴頓坦克被命中120发RPG仍在战斗的事，在2003年3月伊拉克戰爭中也有挑戰者2式戰車在單場遭遇戰中被擊中70餘發RPG仍能安然脫離的紀錄。造成如此低下的起爆率的原因是：早期生產的火箭彈裝藥在長時間放置后會產生大量酸性物質，這些酸性物質會嚴重腐蝕脆弱的壓電引信及其導線，使得火箭彈失效。這個問題在改進裝藥配方及換用更可靠的引信后得到解決。到了1980年代，RPG已经达到了能在水平角20度的平面上引爆的能力，但威力已經不能应付更高的倾角，如梅卡瓦主战坦克的首上板角度。
無論如何，作為一款高度實用且價格低廉的單兵武器，和AK系列自動步槍一樣，RPG在其問世以來至今的國際武裝衝突和非對稱戰爭中扮演著無可替代的角色。

## 俄罗斯生產的RPG
以下是在俄罗斯服役的RPG：

### 反人員型彈藥及其發射器
- RPG-7V2—可再裝填的RPG發射器，TBG-7V空爆燃燒彈（105毫米口徑）和OG-7V破片彈型榴彈（40毫米口徑，單級，沒有固體火箭助推段，沒有超口徑部份）。
- RPG-26—72.5毫米口徑。一次射擊的RPG發射器，RShG-2空爆燃燒彈型RPG。
- RPG-27—105毫米口徑。一次射擊的RPG發射器，RShG-1空爆燃燒彈型RPG。
- RPG-29—105毫米口徑及64毫米次口徑串聯彈頭。可再裝填的RPG發射器，TBG-29空爆燃燒彈型RPG。
- RPG-32—105毫米口徑及72毫米次口徑串聯彈頭。最新型的RPG，TBG-32空爆燃燒彈型RPG。

### 反坦克型彈藥及其發射器
- RPG-2—40毫米口徑。可再裝填的RPG發射器，PG-2（82毫米口徑）可貫穿約200毫米裝甲。
- RPG-7V2—40毫米口徑。可再裝填的RPG發射器，PG-7VL（93毫米口徑）可貫穿約500毫米軋壓均質裝甲，PG-7VR（105毫米口徑及64毫米次口徑串聯彈頭）可貫穿約600毫米軋壓均質裝甲連爆炸反應裝甲。
- RPG-16—58.3毫米口徑。可再裝填的RPG發射器，PG-16可貫穿約300毫米軋壓均質裝甲，比RPG-7更高的準確性和四倍的射程。
- RPG-18—64毫米口徑。一次射擊的RPG發射器，PG-18可貫穿約375毫米軋壓均質裝甲。類似美軍的M72輕型反裝甲武器。
- RPG-22—72.5毫米口徑。一次射擊的RPG發射器，PG-22可貫穿約400毫米軋壓均質裝甲。
- RPG-26—72.5毫米口徑。一次射擊的RPG發射器，PG-26可貫穿約500毫米軋壓均質裝甲。
- RPG-27—105毫米口徑。一次射擊的RPG發射器，PG-27可貫穿約750毫米軋壓均質裝甲連爆炸反應裝甲。
- RPG-28—125毫米口徑。一次射擊的RPG發射器，PG-28可貫穿約1000毫米軋壓均質裝甲連爆炸反應裝甲，是目前所有RPG發射器及其推進榴彈中最大口徑。
- RPG-29—105毫米口徑及64毫米次口徑串聯彈頭。可再裝填的RPG發射器，PG-29V可貫穿約750毫米軋壓均質裝甲連爆炸反應裝甲，在2006年8月於伊拉克米桑省阿马拉中曾直接貫穿一輛挑战者2坦克，並令成員受傷。[2]
- RPG-30—105毫米口徑。一次射擊的RPG發射器，PG-27可貫穿約超過600毫米軋壓均質裝甲連爆炸反應裝甲。
- RPG-32—105毫米口徑及72毫米次口徑串聯彈頭。最新型的RPG，PG-32V可貫穿約650毫米軋壓均質裝甲連爆炸反應裝甲。

## 他國授權生產及仿製品
- 56式火箭筒、69式火箭筒（中華人民共和國製造）
- Yasin火箭筒（英语：Yasin (RPG)）（巴勒斯坦製造）
- AG-7火箭筒（羅馬尼亞製造）
- Sinar火箭筒（蘇丹製造）
- ATG-L火箭筒（保加利亞製造）
- RPG-7G火箭筒（喬治亞仿製型）

## 譯注
1. ↑  史海巍巍. . 一点资讯. 2017-02-21  [2019-11-30].
2. ↑  Sean Rayment. . Sunday Telegraph. May 12, 2007  [2022-01-12]. （原始内容存档于2008-04-18）.

## 外部連結
- RPG-7
- Countering The RPG Threat
- M72 LAW （页面存档备份，存于）
- Most Valuable Weapon: the RPG, Gary Brecher on the history and use of the RPG
- Patrick Henry updated, with Missiles, Richard J. Maybury Washington Times Commentary